# Hymenophyllum ledermannii
Hymenophyllum ledermannii là một loài dương xỉ trong họ Hymenophyllaceae. Loài này được Brause mô tả khoa học đầu tiên năm 1920.